# 阿伦斯赫夫特
阿伦斯赫夫特（德語：Ahrenshöft）是德国石勒苏益格－荷尔斯泰因州的一个市镇。总面积8.79平方公里，总人口512人，其中男性256人，女性256人（2011年12月31日），人口密度58人/平方公里。